# Erastria perfusca
Erastria perfusca är en fjärilsart som beskrevs av W. Warren 1899. Erastria perfusca ingår i släktet Erastria och familjen mätare. Inga underarter finns listade i Catalogue of Life.